# Kaleva
Kaleva – wieś w Stanach Zjednoczonych, w stanie Michigan, w hrabstwie Manistee.